# Slag om Bataan

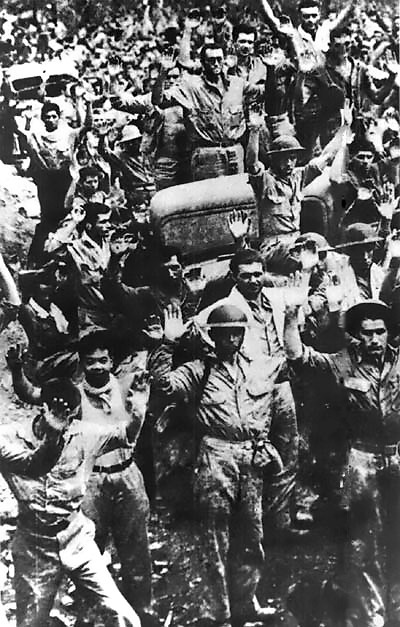
Amerikaanse en Filipijnse troepen geven zich over na de Slag on Bataan

De Slag om Bataan (7 januari - 9 april 1942) is een deel van de Slag om de Filipijnen tijdens het begin van de Tweede Wereldoorlog. Bataan is een schiereiland aan de zuidkust van het eiland Luzon.  
De invasie van de Filipijnen door het Japanse Keizerrijk was van stategisch belang voor de poging van Japan om het zuidwesten van de Stille Oceaan te beheersen, voor het veroveren van het grondstofrijke Nederlands-Indië en om de Zuidoost-Aziatische flank te beschermen. 
De capitulatie door de Amerikanen en Filipijnen die de Slag om Bataan afsloot was de grootste in hun militaire geschiedenis en het was de belangrijkste capitulatie voor de Verenigde Staten sinds de Amerikaanse Burgeroorlog. Het was de opmaat voor de daaropvolgende Dodenmars van Bataan. 

## Achtergrond
Er lag sinds decennia een plan voor het geval Japan de VS zou aanvallen: het War Plan Orange. Het plan ging er vanuit dat de VS tijd nodig zou hebben om te mobiliseren, en dat de Filipijnen het tot een half jaar zouden moeten kunnen uithouden zonder verdere versterkingen.
Daarbij was het verdedigen van de Baai van Manilla), de haven van Manilla, hoofdzaak. Het plan hield rekening met een eventuele terugtocht van troepen naar Bataan en het nabije eiland Corregidor. Op het schiereiland Bataan werden twee Oost-West verdedigingslinies gepland: de Main Battle Line (van Abucay naar Mauban, met een ondoordringbare berg in het midden) en de Rear Battle Line (van Orion naar Bagac). Corregidor was traditioneel een fort en werd gaandeweg verder versterkt, al stamde de hoofdbewapening nog uit de negentiende eeuw. 
Toen McArthur in 1941 terugkwam als opperbevelhebber in de Filipijnen vond hij het plan defaitistisch en wilde een eventuele invasie al op de stranden bevechten. Daartoe werden in het achterland bij die stranden voorraden opgebouwd voor de te stationeren troepen. Dit ging ten koste van de voorraden in Bataan en Corregidor.
Er was een Filipijns leger, maar ten tijde van het uitbreken van de oorlog  was dit nog lang niet gevechtsklaar. Ook was het grotendeels uitgerust met spullen uit de Eerste Wereldoorlog. Wel waren er al zo'n honderd tanks (M3 lichte tanks) en relatief moderne vliegtuigen.

## Het verloop van de slag

### Begin van de Slag om de Filipijnen
Na de Aanval op Pearl Harbor, in de ochtend van 7 december 1941 (8 december, Manilla-tijd), viel Japan ook de Amerikaanse vlooteenheden in Cavite in de Filipijnen aan. Ook werden de belangrijke Amerikaanse vliegvelden Clark Field in Pampanga, Iba Field in Zambales en Nichols Field bij Manilla aangevallen. De Amerikaanse toestellen stonden onbeschermd op de vliegvelden, in afwachting van een aanval op Formosa: er werden er veel vernietigd. Meteen in het begin bereikte Japan zo luchtoverwicht. 
Door de Amerikaanse lucht- en zeemacht in de Filipijnen te neutraliseren in de belangrijke eerste dagen van de oorlog, konden de Japanners versterkingen en herbevoorrading van de Filipijnen voorkomen, en kreeg het toegang tot twee vliegvelden dat het kon gebruiken voor het ondersteunen van de invasie en overname van Nederlands-Indië.
Van 10 tot 12 december landden de Japanners zonder veel tegenstand op Batan Island, Aparri en Vigan City als deel van een offensief om de plaatselijke vliegvelden te veroveren. Deze op kleine schaal uitgevoerde landingen gingen vooraf aan het eigenlijke offensief op 22 december 1941 door het Japanse keizerlijke leger, geleid door luitenant-generaal Masaharu Homma, in de Golf van Lingayen. Deze eigenlijke invasiemacht werd onderschept door drie Amerikaanse onderzeeboten, maar de afgevuurde torpedo's weigerden merendeels te ontploffen (pas eind 1943 wisten de Amerikanen de problemen met hun torpedo's op te lossen).
De invasie kwam eigenlijk ongestoord aan land. Op 23 december landden de Japanners ook in Lamon Bay. Dezelfde dag besloot MacArthur om zijn plan te verlaten (terug naar War Plan Orange) en beval een terugtocht richting Bataan. Zelf vertrok hij naar Corregidor. Bij de terugtocht werd aanmerkelijke hoeveelheden zware wapens, grote voorraden (inclusief brandstof) en diverse bases onbeschermd achtergelaten.

### Main Battle Line

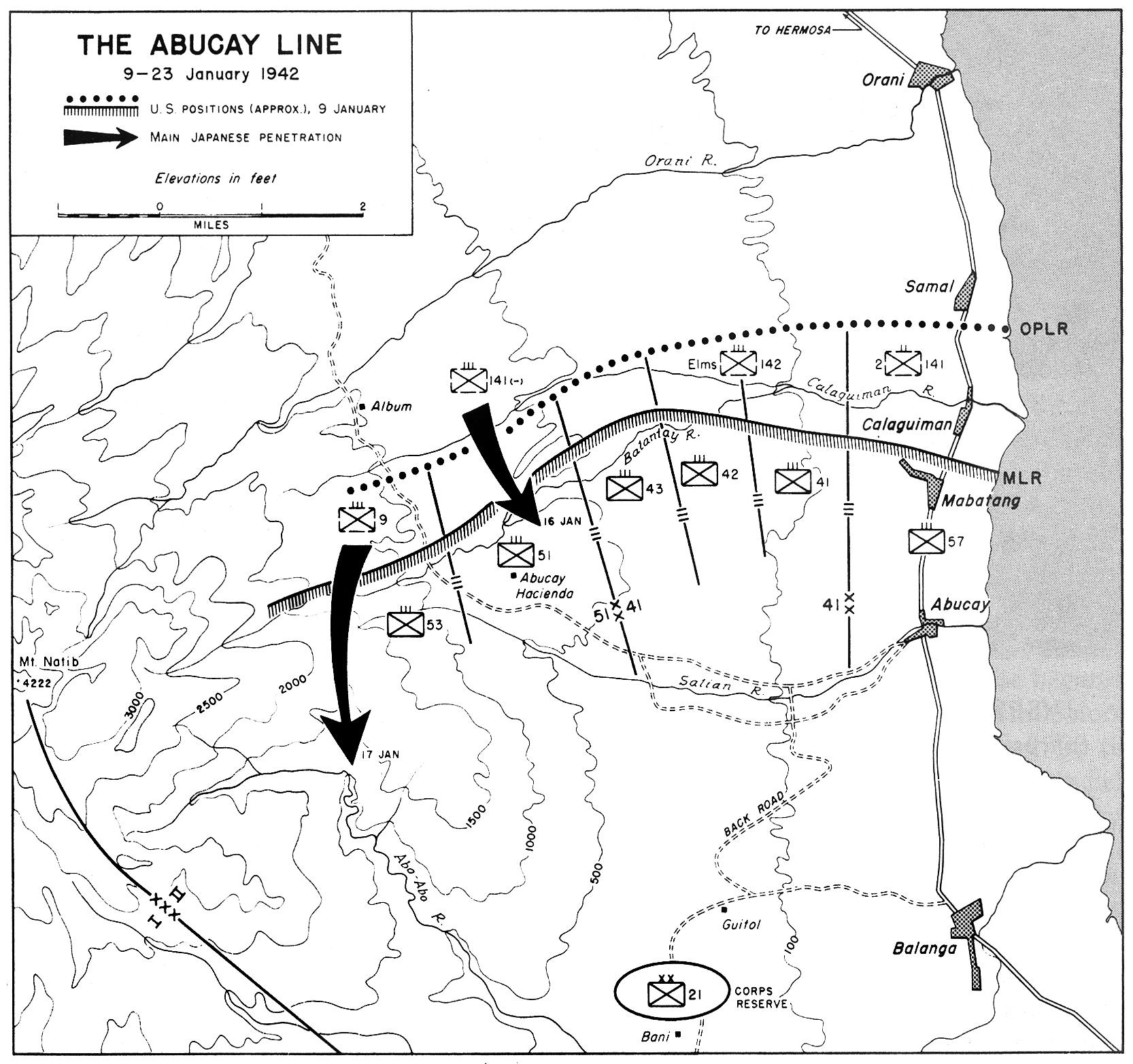
Oostelijk deel van de Main Battle Line

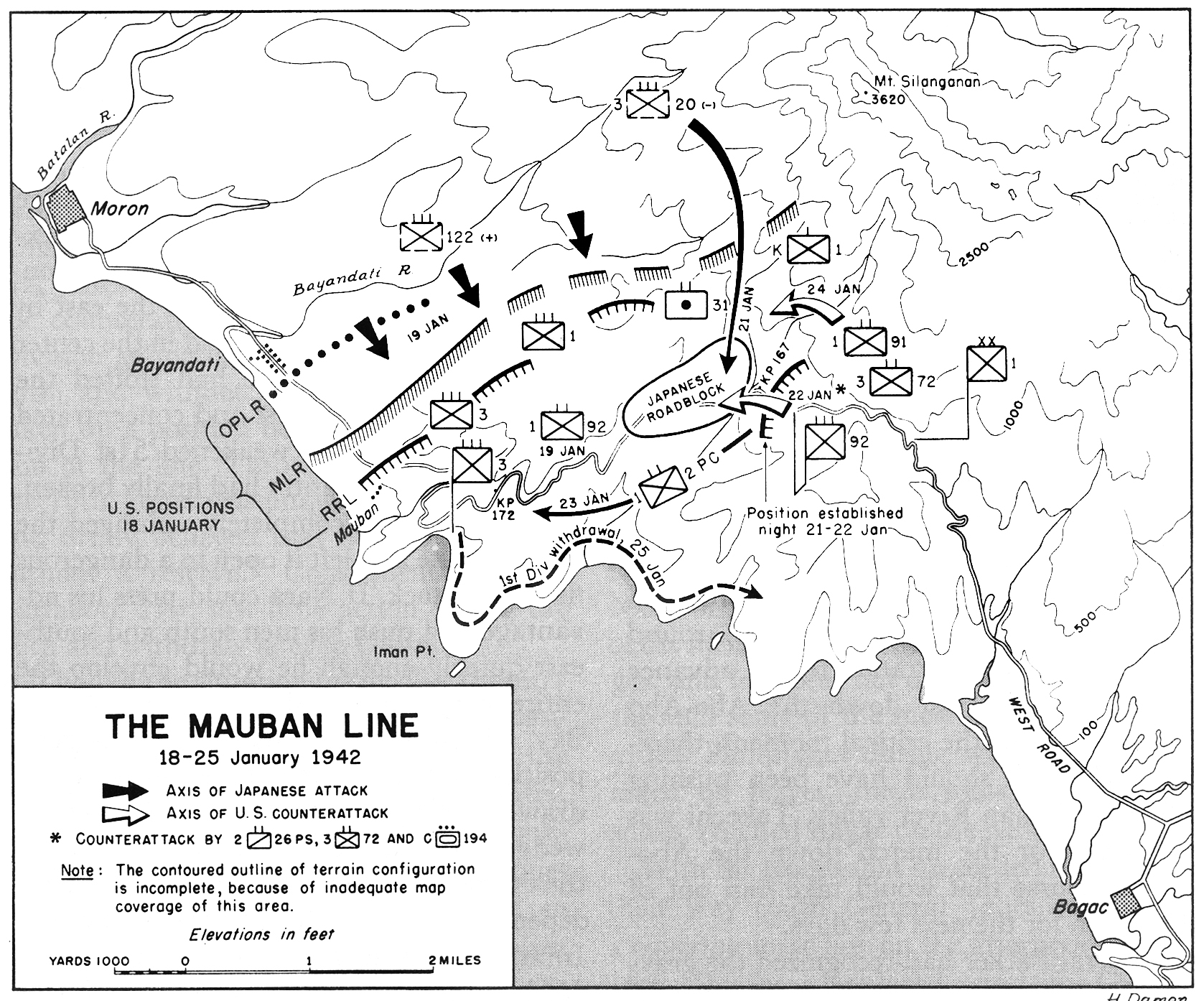
Westelijk deel van de Main Battle Line

Op 11 januari begon de eigenlijke Slag om Bataan met de Japanse aanval op de Main Battle Line. Het had even geduurd voor de Japanners troepen concentreerden voor de aanval: zij hadden hun handen vol met de inname van Manila. De Japanners vielen aan met een troepenmacht van ruim twintigduizend tegen zo'n vijftienduizend Amerikanen en vijfenzestigduizend Filipijnen. Er werd fel gevochten, maar de ondoordringbare berg die onverdedigd was gelaten bleek in de praktijk minder ondoordringbaar. Op 22 januari gaf MacArthur het bevel om terug te vallen op de Rear Battle Line.

### Battle of the Points

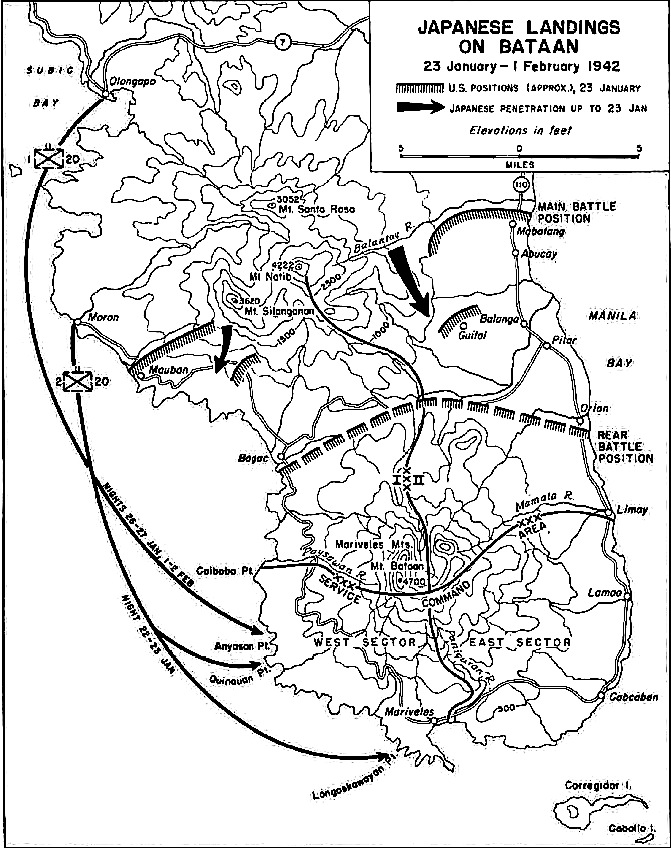
Landingen op diverse Points

De Japanners probeerden de Rear Battle Line te omzeilen met landingen in het zuidwesten van Bataan. Beginnend op 22 januari werd geland op Longoskawayan Point en Quinauan Point, met een aanvullende landing op 27 januari bij Silalim-Anyasan Point. De landingen zelf werden niet bestreden, maar kwamen niet terecht op de voorziene landingsplaatsen. De Amerikanen wisten snel zwaar materiaal aan te voeren, en deze aanval mislukte volkomen: op 13 februari waren de Japanners verslagen. 

### Rear Battle Line

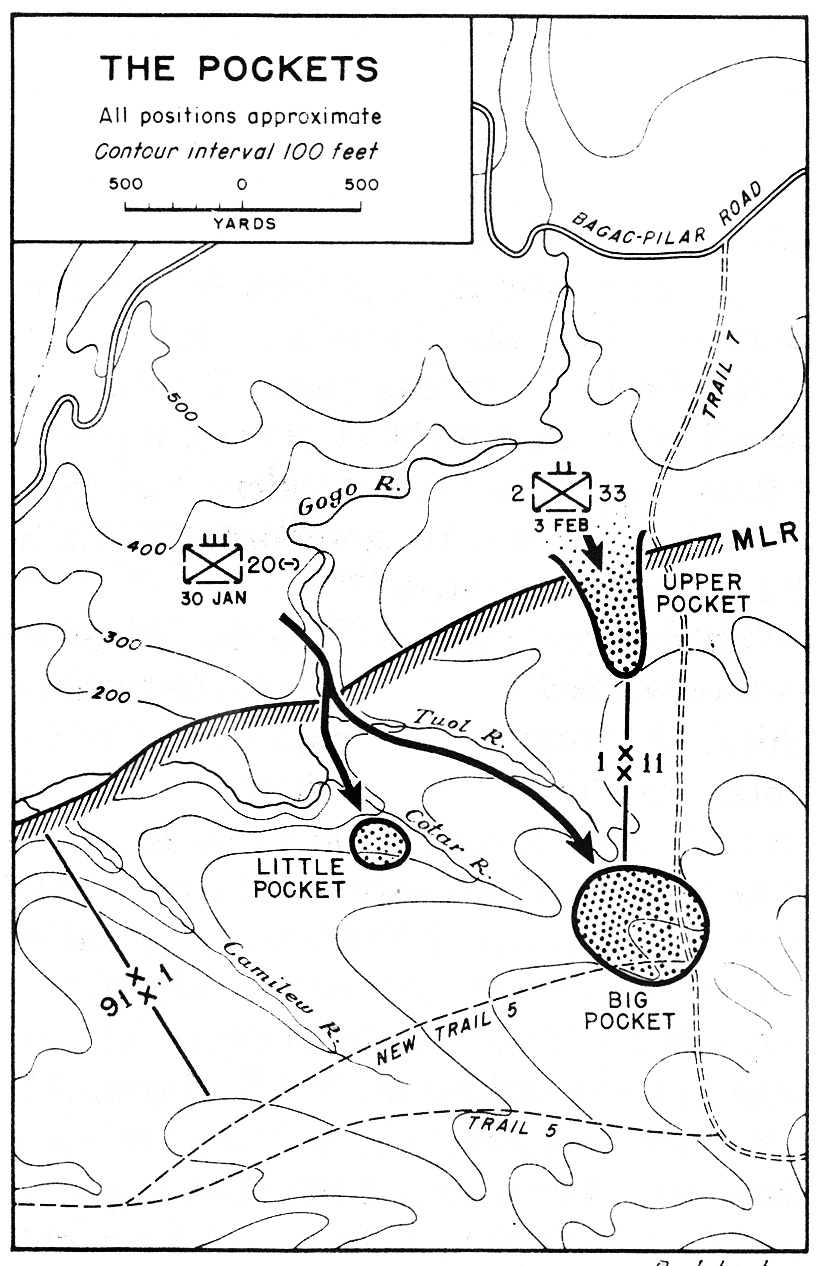
Battle of the Pockets

De Japanners vielen ook de Rear Battle Line zelf aan, vanaf 26 januari, en wisten deze plaatselijk binnen te dringen. Dit resulteerde in wat de Battle of the Pockets werd genoemd. Na felle tegenaanvallen werden de Japanners of verslagen, of gedwongen zich terug te trekken. Half februari was de geallieerde linie weer intact. De Japanners waren uitgeput en staakten het offensief, in afwachting van versterkingen.
Zowel de Filipijnse president als MacArthur werden geëvacueerd. De Japanners voerden versterkingen aan, met niet alleen meer troepen, maar ook meer artillerie en meer bommenwerpers.
Op 3 april startten de Japanners hun nieuwe offensief. De geallieerden hadden toen bijna tachtigduizend manschappen, maar deze waren ernstig verzwakt door honger en ziekte. Het War Plan Orange voorzag een verdediging van zes maanden, maar er waren maar voedselvoorraden aangelegd voor twee maanden, en drie maanden na het begin van de Slag om Bataan was de voedselsituatie nijpend. De verdediging stortte langzaam in en op 9 april volgde overgave. De beruchte Dodenmars van Bataan volgde.

### Corregidor
Het versterkte eiland Corregidor hield het nog een maand vol, maar ook daar waren geen afdoende voedselvoorraden. Er waren wel uitgebreide tunnels en grote voorraden munitie, maar fortificaties winnen geen veldslagen.

## Films
Er zijn allerlei films, televisieprogramma's en documentaires gewijd aan de Slag om Bataan, waarvan sommige al heel snel na de slag zelf, zoals They Were Expendable (1945) en Back to Bataan (1945).